# Alessandro Melani
Alessandro Melani (Pistoya, 4 de febrero de 1639 – Roma, 3 de octubre de 1703) fue un compositor barroco italiano, hermano del compositor Jacopo Melani, y el cantante castrato Atto Melani. 
Junto con Bernardo Pasquini y Alessandro Scarlatti, fue uno de los principales compositores en activo de Roma durante el siglo XVII. También se le incluye entre la segunda escuela de compositores de ópera romana que comenzó con la ópera de su hermano Il Girello de 1668. Se le recuerda principalmente hoy por su gran producción de la música litúrgica que escribió mientras servía en diversos cargos musicales en Roma. De particular interés es el gran número de motetes policorales que produjo y los ocho oratorios que se le atribuyen. Tres colecciones publicadas de su música litúrgica sobrevive hoy en día junto con numerosos motetes solitarios de otros volúmenes publicados. También sobreviven una serie de manuscritos originales.

## Vida
Nacido en Pistoya, Melani empezó cantando en la catedral de Pistoya a la edad de once años, permaneciendo allí diez años hasta convertirse en maestro di cappella en Orvieto y Ferrara en 1660. Regresó a Pistoya en diciembre de 1666 para reemplazar a su hermano como maestro di cappella de la catedral en junio de 1667. Al octubre siguiente se le nombró maestro di cappella de la Basílica de Santa María la Mayor en Roma. Permaneció allí hasta julio de 1672 cuando se convirtió en el maestro de San Luis de los Franceses, permaneciendo en ese cargo hasta su muerte 31 años después.

## Obra
Melani fue uno de los compositores favoritos del cardenal Giulio Rospigliosi (más tarde papa Clemente IX). El cónclave de 1667 le encargó que escribiera una ópera (de título hoy desconocido) para el carnaval de 1668. Su siguiente ópera, L'empio punito (encargada por Marie Mancini), se estrenó en el carnaval un año después y destaca por ser la primera que trató el tema de Don Juan. En 1683 colaboró con Scarlatti y Pasquini en el pasticcio Santa Dimna. En 1685 compuso un oratorio, Golia abbattuto, para el rey Juan III de Polonia. La obra fue escrita para conmemorar la victoria de la Liga Santa contra los turcos; ganó el encargo a través de los esfuerzos del papa Inocencio XI. Esto junto con el hecho de que los sobrinos de Alessandro fueron hechos parte de la nobleza menor en Toscana alrededor de esta época ha hecho que algunos estudiosos especulen con que la política tuvo un papel en los acontecimientos alrededor del encargo del año 1685.
Melani escribió otro notable oratorio en 1690, Lo scisma nel sacerdozio (hoy perdido), para Francisco II de Este. De todos los oratorios que se le atribuyen el que se interpreta más a menudo es Il fratricidio di Caino. También disfrutó del mecenazgo de Fernando II de Médici, gran duque de Toscana y se le incluyó entre los "celebrados profesores de música protegidos por el príncipe de Toscana" en 1695. Murió en Roma a los 64 años de edad.